# 니시나카지마미나미가타역
니시나카지마미나미가타역(일본어: 西中島南方駅, にしなかじまみなみがたえき)은 일본 오사카부 오사카시 요도가와구에 있는 오사카시 고속 전기 궤도의 철도역이다.

## 접속하는 철도노선
- 한큐 전철
  - 한큐 교토 본선(미나미카타역)

지하철 미도스지 선과 한큐 센리 선(상호직통운전)의 환승 승차권은 덴진바시스지 6초메 역 경유 지정으로 두 역의 환승은 불가능하다.

## 역 구조
상대식 승강장 2면 2선의 고가역.
궤도 및 승강장은 일본 국도 423호(신미도스지)의 양쪽 차선에 사이에 위치해 있어 지상을 주행하는 한큐 교토 본선을 고가로 이어지고 있다.(높이 지상 약 5m). 개찰구는 역의 남북 양쪽 끝에 있다.
다른 미도스지 선의 고가역은 섬식 승강장인데 비해 이 역은 유일하게 상대식 승강장으로 되어있다. 이는 당초에는 다른 역과 똑같이 섬식 승강장으로 할 예정이었지만 주변의 정리사업이 늦어져 미도스지 선의 건설이 신미도스지와 동시에 시공되어 용지매수 방식에서 미도스지 선을 포함한 단독시공으로 변경되어 상대식 승강장으로 설계가 변경되었다.

### 승강장
| 1 | 미도스지 선 (하행) | 우메다·난바·나카모즈 방면 |
| 2 | 미도스지 선 (상행) | 에사카·미노오카야노 방면  |

## 역 주변
- 닛신식품 오사카 본사
- 일본공문교육회관
- 히가시요도가와 세무서
- 니시나카지마미나미가타 역전 우체국
- 신오사카 써니스톤 호텔
- 호텔 City Villa R
- 요도가와도리
- 국도 제423호선

## 역사
- 1964년 9월 24일: 1호선(현재의 미도스지 선) 우메다 ~ 신오사카 간 개통과 동시에 개업.

## 인접역
| ■ 오사카 메트로 미도스지선 | ■ 오사카 메트로 미도스지선 | ■ 오사카 메트로 미도스지선 |
| -------------------------- | -------------------------- | -------------------------- |
| M13 신오사카 에사카 방면   |                            | 나카쓰 M15 나카모즈 방면   |